# Semana Trágica (Argentina)

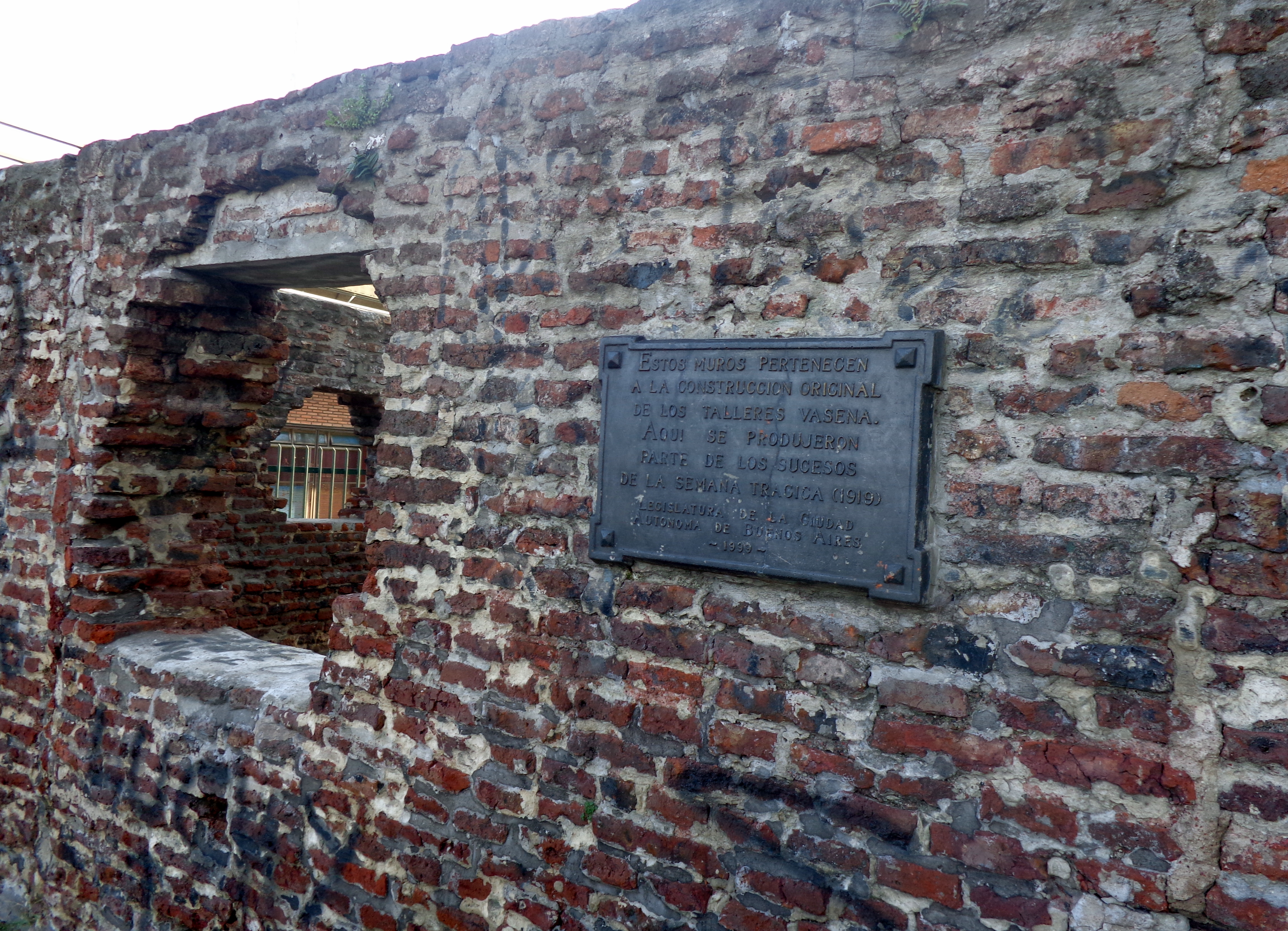
Restos de los muros de los talleres Vasena, donde se originó el conflicto de la denominada Semana Trágica.

La Semana Trágica es el nombre con el que se conoce la represión y masacre sufridas por el movimiento obrero argentino, en la que fueron asesinadas cientos de personas en Buenos Aires en la segunda semana de enero de 1919, bajo el gobierno radical de Hipólito Yrigoyen. La misma incluyó el único pogromo del que se tiene registro en América. Diferentes historiadores la consideran como uno de los primeros actos o al menos un antecedente del terrorismo de Estado en Argentina, junto con los fusilamientos de entre mil y mil quinientos huelguistas en la Patagonia trágica de 1921, también ocurridos bajo el gobierno de Yrigoyen.
El conflicto se originó a raíz de una prolongada huelga declarada en la fábrica metalúrgica Talleres Vasena, en reclamo de mejores condiciones laborales. El conflicto escaló, impulsado por la intransigencia patronal y de la FORA del V Congreso de tendencia anarquista, así como el accionar violento de rompehuelgas, hasta que se desató la represión abierta por grupos parapoliciales amparados por el gobierno, la policía y el Ejército, asesinando, deteniendo y torturando a miles de personas, mientras la población respondía con una pueblada generalizada.
El gobierno radical osciló entre su política de mediación en los conflictos laborales y la adopción de una política altamente represiva, que incluyó el apoyo a grupos parapoliciales, la orden de represión por medio del Ejército, la tortura y la simulación de ataques contra objetivos gubernamentales.
La represión dejó un saldo de cientos de muertos (las estimaciones de la época hablan de 700 muertos), decenas de desaparecidos -entre ellos gran cantidad de niños-, miles de heridos y decenas de miles de detenidos. El gobierno nunca informó oficialmente sobre la represión, ni publicó la lista de muertos.

## Contexto histórico
El sindicalismo argentino había surgido cuarenta años antes, a fines de la década de 1870. En las primeras dos décadas hubo dos grandes corrientes sindicales, anarquistas y socialistas, a los que se sumó una tercera corriente en la década de 1900, el sindicalismo revolucionario. La corriente anarquista fue mayoritaria hasta 1910, mientras que la corriente sindicalista revolucionaria fue mayoritaria desde la década de 1910. En la segunda mitad de la década de 1910, los sindicatos de la corriente anarquista estaban organizados en la FORA del V Congreso, mientras que la corriente sindicalista revolucionaria y los socialistas estaban organizados en la FORA del IX Congreso.
En 1916 fue elegido por primera vez un gobierno democrático, cuando Hipólito Yrigoyen de la Unión Cívica Radical (UCR) fue elegido presidente de la Nación al implementarse el voto secreto, obligatorio y universal, exclusivamente para varones. La UCR había realizado previamente tres sangrientas sublevaciones armadas en 1890, 1893 y 1905, contra el régimen oligárquico conservador que gobernaba ininterrumpidamente desde 1874, sostenido en el fraude electoral.
Al llegar al gobierno, Yrigoyen aplicó una novedosa política de mediación y arbitraje en los conflictos laborales, impulsando la negociación colectiva, que lo distinguió de la política exclusivamente represiva que había caracterizado a los gobiernos conservadores que lo precedieron, que había causado varias masacres, siendo la más importante la Masacre del 1 de mayo de 1909. Esta política de diálogo social impulsó una gran expansión cuantitativa y geográfica del sindicalismo argentino y también fuertes críticas del sector empresario, las clases altas y el gobierno británico, que acusaban al sector radical de falta de autoridad ante la multiplicación de las huelgas.

## Antecedentes
El centro de los hechos de la Semana Trágica tuvo que ver con una huelga en la empresa metalúrgica Talleres Vasena, cuyos establecimientos estaban ubicados en la zona sur de la Ciudad de Buenos Aires, en los barrios de San Cristóbal y Nueva Pompeya.
Debido al modelo agroexportador que tuvo la Argentina hasta la década de 1930, el sector metalúrgico era relativamente pequeño, aunque la empresa Vasena era la más importante del país. Los principales sectores económicos era el sector agrario pampeano que producía granos y carnes, los frigoríficos, el transporte ferroviario -uno de los más extensos del mundo-, el puerto de Buenos Aires -que concentraba prácticamente la totalidad del comercio exterior- y el transporte marítimo.
Consecuentemente con la estructura económica, las principales organizaciones obreras argentinas de la época eran los sindicatos ferroviarios (La Fraternidad y la Federación Obrera Ferroviaria) y marítimos (Federación Obrera Marítima), todos ellos afiliados a la FORA del IX Congreso, con mayoría sindicalista revolucionaria y minoría socialista, cuyo secretario general era Sebastián Marotta. Los sindicatos de la FORA IX, si bien críticos del gobierno radical, tenían una postura favorable a la política yrigoyenista de mediación en los conflictos laborales para que se resolvieran a través de la negociación colectiva.

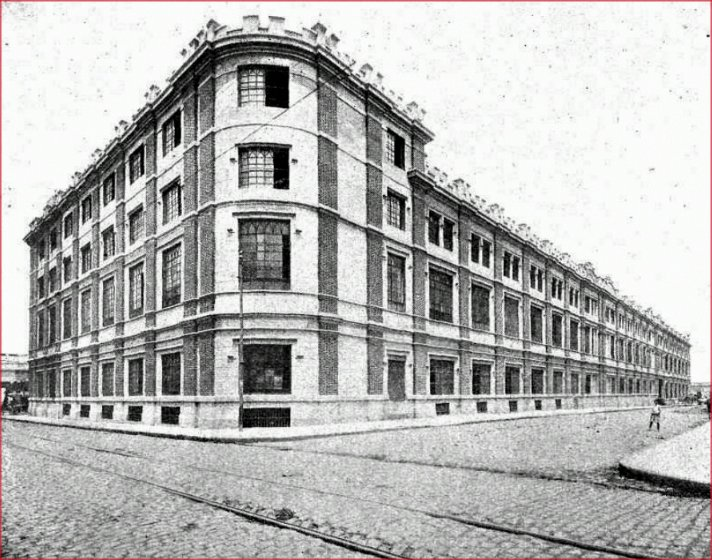
Edificio principal de Pedro Vasena e Hijos, visto desde la calle La Rioja (vías de tranvía) y el pasaje Barcala. Allí se encuentra hoy la plaza Martín Fierro.

La empresa Pedro Vasena e Hijos había sido fundada en 1870 por el italiano Pedro Vasena, quien la llevó a ser la más importante del pequeño sector siderúrgico argentino. En 1912 se había transformado en una sociedad anónima con importante participación de capitales ingleses y sede legal en Londres,
cambiando su nombre por Argentine Iron & Steel Manufactury formerly Pedro Vasena e Hijos. Al morir Pedro Vasena en 1916, la presidencia de la compañía pasó a su hijo Alfredo, secundado por sus tres hermanos, Emilio, Humberto y Severino. El abogado de la empresa era el senador Leopoldo Melo, un alto dirigente de la Unión Cívica Radical, que también era miembro del directorio. La empresa era la más importante del sector en Argentina y empleaba a unos 2500 trabajadores, incluyendo varios cientos de trabajadoras en un lavadero de lana. Además de la fábrica metalúrgica, la empresa tenía también un lavadero de lana en Barracas, así como dos establecimientos en La Plata y Rosario.
Se caracterizaba por tener malas condiciones de trabajo, ambientes de trabajo con temperaturas excesivas y sin ventilación,
salarios considerablemente por debajo de lo que pagaban otras empresas comparables y jornadas más largas, así como una postura fuertemente antisindical y contraria a la negociación colectiva.
En el sector metalúrgico existía en 1918 una federación (Federación Obrera Metalúrgica) afiliada a la FORA IX (sindicalista revolucionaria y socialista). En abril de 1918 la FOM realizó una huelga en los Talleres Vasena que fracasó, hecho que llevó a la división de los trabajadores y a la creación de otro sindicato, la Sociedad de Resistencia Metalúrgicos Unidos (SRMU), adherida informalmente a la FORA V (anarquista). Entre octubre y diciembre de 1918 la SRMU organizó varias huelgas exitosas en distintas empresas metalúrgicas de la ciudad, ganando así el apoyo de una parte importante de los trabajadores del sector. En ese plan de huelgas, el 2 de diciembre de 1918 la SRMU declaró una nueva huelga en los Talleres Vasena. Sus principales dirigentes serían Juan Zapetini, secretario general del sindicato de ideología anarquista, y el italiano Mario Boratto, delegado del personal de la empresa, de creencia católica no anarquista.
Internacionalmente, pocos días antes había finalizado la Primera Guerra Mundial, afectando seriamente el comercio internacional y el año anterior se había producido la Revolución Rusa, conducida por el ala bolchevique del Partido Socialdemócrata, estableciendo por primera vez un gobierno obrero que reemplazó el sistema capitalista por un sistema comunista.

## Cronología de los acontecimientos

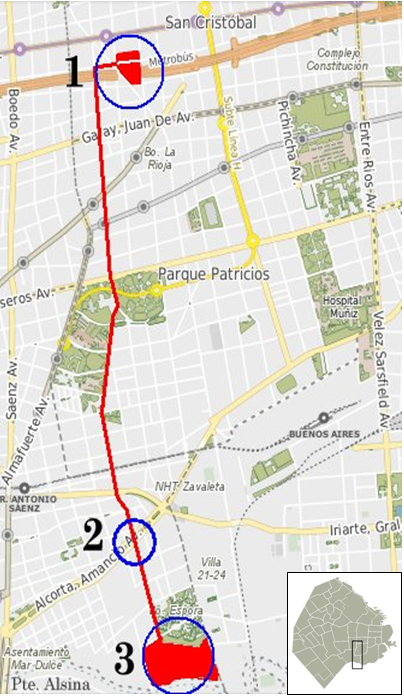
Mapa de ubicación de los principales sucesos de la Semana Trágica.
1) Fábrica y administración central de los Talleres Vasena, actual plaza Martín Fierro.
2) Cruce de Pepirí y Amancio Alcorta, donde se encontraba la sede del sindicato metalúrgico. Allí se produjo la masacre del 7 de enero de 1919.
3) Galpones y depósitos de los Talleres Vasena, lindantes con el Riachuelo.
- En rojo el camino que seguían los vehículos de carga entre la fábrica y los galpones de la empresa.

### La huelga en los Talleres Vasena
El 2 de diciembre la Sociedad de Resistencia Metalúrgicos Unidos declaró la huelga en los Talleres Vasena. La empresa tenía la fábrica y la administración en algo menos de dos manzanas ubicadas en el barrio de San Cristóbal, con entrada principal en Cochabamba 3075. Actualmente allí se encuentra la plaza Martín Fierro. A 25 cuadras de allí en dirección sur, sobre el límite de la ciudad en el Riachuelo y ya en el barrio de Nueva Pompeya, la empresa tenía los galpones en los que almacenaba las materias primas. La operatoria de la empresa incluía por eso un transporte constante de materiales entre la fábrica y los galpones, a lo largo de la calle Pepirí-24 de Noviembre, en pleno barrio obrero. A pocos metros del cruce de la calle Pepirí con la avenida Amancio Alcorta, estaba instalado el local sindical de la SRMU. En esas tres ubicaciones se desarrollaron los principales acontecimientos que desencadenaron la Semana Trágica.
El sindicato elaboró un petitorio que fue presentado a la empresa, pero Alfredo Vasena se negó a recibir el petitorio y tratar con la delegación sindical, iniciándose así un juego de desgaste mutuo, en el que la violencia fue creciendo. Los Vasena apostaron a quebrar económicamente a los huelguistas recurriendo a rompehuelgas y civiles armados provistos por la Asociación Nacional del Trabajo, grupo de choque parapolicial creado ese año por el entonces también presidente de la Sociedad Rural Argentina Joaquín de Anchorena para combatir las huelgas mediante la violencia directa.
El sindicato, por su parte, apostó a causarle daño económico a la empresa, mediante piquetes que impidieran el transporte de materiales entre los dos principales establecimientos (la fábrica de San Cristóbal y los depósitos de Nueva Pompeya) y disuadir a los rompehuelgas.
El sindicato logró hacerse fuerte en el barrio, obteniendo el apoyo de los vecinos y los comerciantes, a la vez que gran cantidad de sindicatos y muy especialmente los marítimos y portuarios, declararon su solidaridad con los huelguistas, negándose a transportar u operar materiales de los Talleres Vasena. La solidaridad sindical y vecinal permitió a los huelguistas prolongar la huelga y obligó a los Vasena a responder garantizando que los rompehuelgas pudieran llegar a la fábrica y realizar el transporte entre los establecimientos de San Cristóbal y Pompeya. Para ello les entregaron a los rompehuelgas armas de fuego, con autorizaciones concedidas por el gobierno.
El 13 de diciembre se produjo el primer hecho de violencia con armas de fuego, cuando dos policías y el chófer de un auto de la empresa dispararon contra una casa de familia sobre la avenida Alcorta, ubicada a dos cuadras del sindicato. El día 14 de diciembre el jefe de la Policía, José O. Casás, se ofreció como mediador en el conflicto, pero el sindicato rechazó la mediación, aceptando sólo tratativas directas con los dueños de la empresa.
El 15 de diciembre se produjo el primer hecho de sangre, cuando el rompehuelgas Pablo Pinciroli disparó contra uno de los huelguistas del piquete que intentaba impedir su trabajo, lesionándolo gravemente en la espalda. Al día siguiente otro huelguista, Ramón Sibacini, fue herido de un balazo en la pierna por los rompehuelgas Domingo Ratti y Juan Vidal. El 18 de diciembre uno de los dueños de la fábrica, Emilio Vasena, disparó hiriendo al carbonero De Santis, vecino del sindicato, que se encontraba en la puerta de su casa.
El 19 de diciembre el gobierno le pidió la renuncia al jefe de Policía, debido a su postura favorable a endurecer la represión contra los huelguistas, siendo reemplazado por Miguel Luis Denovi.
El 23 de diciembre se produjo la primera muerte: un rompehuelgas, Manuel Rodríguez, se arrojó al Riachuelo para huir del piquete que lo enfrentó físicamente, muriendo ahogado a la altura de Puente Alsina. El 26 de diciembre, nuevamente el rompehuelgas Pablo Pinciroli disparó su arma lesionando en la espalda al huelguista Manuel Noya y en la cara a la niña Isabel Aguilar, que caminaba por la vereda.
Al extenderse la huelga los Vasena intentaron primero sobornar al delegado Boratto y luego asesinarlo, fracasando en ambos intentos.

### Dos muertos
El 30 de diciembre de 1918, el obrero pintor Domingo Castro, cuando se dirigía hacia uno de los locales anarquistas, fue baleado a sangre fría en la calle por el policía Oscar Ropts, y murió al día siguiente. El 1 de enero de 1919, el huelguista Constantino Otero fue herido de bala por un rompehuelgas.
El 3 de enero, al cumplirse un mes del inicio de la huelga, la policía cambió de actitud y se involucró por primera vez de lleno en los enfrentamientos armados, participando en una balacera generalizada frente al local sindical de Amancio Alcorta y Pepirí, resultando gravemente herida la vecina Flora Santos, así como Juan Balestrassi y Vicente Velatti, que se encontraban en el área jugando a las bochas.
El día 4 de enero se produjo un nuevo enfrentamiento armado generalizado en el mismo lugar, donde se levantó una barricada y se rompieron los caños de agua para inundar las calles. Los huelguistas y vecinos obligaron a la policía a retirarse. En el enfrentamiento fue gravemente herido el cabo Vicente Chávez, que moriría al día siguiente. El enfrentamiento ocupó la primera plana de todos los diarios con el título de «la huelga sangrienta». El diario anarquista La Protesta apoyó la movilización popular y la acción armada de los huelguistas en estos términos:

El pueblo colabora con los huelguistas. ¡El lema es vencer o morir! Siempre así, camaradas. Meta bala a los cosacos. ¡Hurra por los que saben emplear la acción!

El 6 de enero, durante el entierro del cabo Chávez, el teniente de la Guardia de Caballería Augusto Troncoso, ante la presencia de las más altas autoridades policiales y de la empresa, prometió en nombre de la fuerza policial «vengar» la muerte de Chávez. Ese mismo día todos los capataces de la Casa Vasena se plegaron formalmente a la huelga.

### Masacre del 7 de enero: comienza la Semana Trágica
El 7 de enero de 1919, nuevamente en la esquina de Pepirí y Amancio Alcorta donde estaba el local sindical (Alcorta 3483), aproximadamente a las 15:30, más de cien policías y bomberos armados con fusiles Mauser, apoyados por rompehuelgas armados con fusiles y carabinas Winchester, dispararon contra las casas de madera, los huelguistas y los vecinos. Durante casi dos horas se dispararon cerca de dos mil proyectiles. Una gran parte de las fuerzas de seguridad ya estaban apostadas desde mucho antes en el techo de la escuela La Banderita, ubicada en la esquina mencionada, y en la fábrica textil Bozalla, ubicada frente al local sindical, que también estaba en huelga. Entre las fuerzas atacantes estaba incluso uno de los dueños de la empresa, Emilio Vasena.
El cronista del diario socialista La Vanguardia describió el panorama con el que se encontró al llegar al lugar, con estas palabras:

Hay que ver cómo están las paredes, puertas, vidrieras y el interior de las casas. Unos obreros nos dijeron que para librar a sus hijos de las balas, los hicieron esconderse en el piso debajo de las camas. Casi todas las paredes de esas construcciones son de madera, de modo que las balas las atraviesan con facilidad. Con mayor razón si los disparos se hacían de pocos metros de distancia. En una casa frente a la escuela, una bala atravesó tres paredes, rompió el espejo de un ropero, atravesó las ropas y se incrustó en la pared. Hay habitaciones interiores en esas casas que tienen balas incrustadas a 50 cm del piso, lo que probaría que esos proyectiles se han disparado desde la azotea de la escuela.

Como resultado del ataque, murieron Toribio Barrios, español de 50 años, asesinado a sablazos en la calle; Santiago Gómez, argentino de 32 años, asesinado dentro de una fonda; Juan Fiorini, argentino de 18 años, asesinado en su casa mientras tomaba mate con su madre; Miguel Britos, argentino de 32 años; y Eduardo Basualdo, de 42 años, que moriría al día siguiente. Ninguno de ellos era empleado de Vasena. Las personas heridas de bala superaron las treinta, entre ellas
Basilio o Cecilio Arce (argentino, de 48 años);
Segundo Rádice (italiano, de 54 años);
Irene Orso o Irene Curso (italiana, de 55 años);
José Salgueiro (argentino, de 18 años);
Miguel Ala (turco, de 19 años);
Pedro Velardi (italiano, de 29 años);
Martín Pérez (español, de 48 años);
Humberto Pérez (argentino, de 22 años);
José Ladotta (italiano, de 55 años);
José Santos (portugués, de 46 años);
Gabino Díaz (argentino, de 40 años).
El parte policial informó que sólo tres policías habían recibido lesiones mínimas (dos golpes y un mordisco) y que uno solo había sufrido una herida de cierta consideración, al recibir una cuchillada.

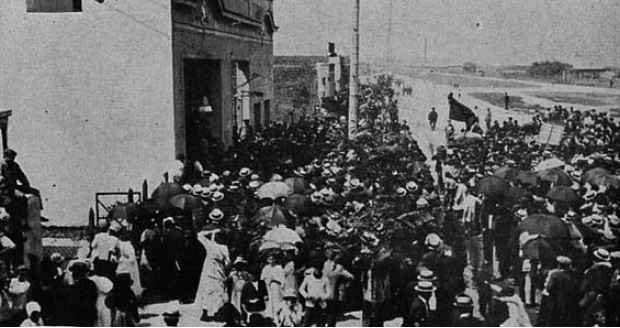
7 de enero de 1919: foto de la multitud agolpada ante el local sindical metalúrgico de Alcorta 3483, mientras se realizaba el velorio de las víctimas de la masacre cometida en ese lugar pocas horas antes.

La magnitud de la masacre fue verificada de inmediato en el lugar de los hechos por el diputado socialista Mario Bravo, por los cronistas del diario socialista La Vanguardia, por la revista Mundo Argentino y por la tradicional revista Caras y Caretas.
Inmediatamente después de la masacre el gobierno radical buscó terminar el conflicto. El ministro del Interior Ramón Gómez dio instrucciones al jefe de policía Miguel Denovi y al director del Departamento de Trabajo Alejandro Unsain, para que entrevistaran a Alfredo Vasena y obtuvieran de él la concesión de varios de los puntos del petitorio de huelga. Unsain y Denovi fueron a la empresa y consiguieron que Vasena aceptara aumentar los salarios un 12 %, reducir la jornada a 9 horas de lunes a sábado (54 horas semanales) y readmitir a todos los obreros en huelga. Esa misma noche a última hora, Unasin y Denovi consiguieron que Vasena y los dirigentes sindicales se reunieran en la jefatura de policía y llegaran a un principio de acuerdo, que se formalizaría al día siguiente en la sede de la empresa. Vasena se comprometió también a no realizar actividades al día siguiente, para evitar nuevos incidentes. El conflicto en los Talleres Vasena parecía a punto de quedar resuelto.
Pero los asesinatos habían generado una indignación generalizada en los sectores obreros y en los barrios populares del sur de la ciudad, que se reflejó de inmediato en la gran cantidad de gente que se congregó en los locales sindicales, socialistas y anarquistas, especialmente en los dos en los que se velaron a los muertos, la sede del sindicato en Alcorta 3483 y la «casa del pueblo» socialista en Loria 1341, a dos cuadras de la fábrica.
Esa misma noche los comerciantes de Nueva Pompeya decidieron cerrar sus negocios al día siguiente, en señal de duelo por los muertos. Simultáneamente, uno de los principales sindicatos del país, la Federación Obrera Marítima (FOM), de la FORA IX, declaraba la huelga por la falta de respuesta a sus peticiones por parte del Centro Argentino de Cabotaje.

### Miércoles 8 de enero: fracasa la negociación

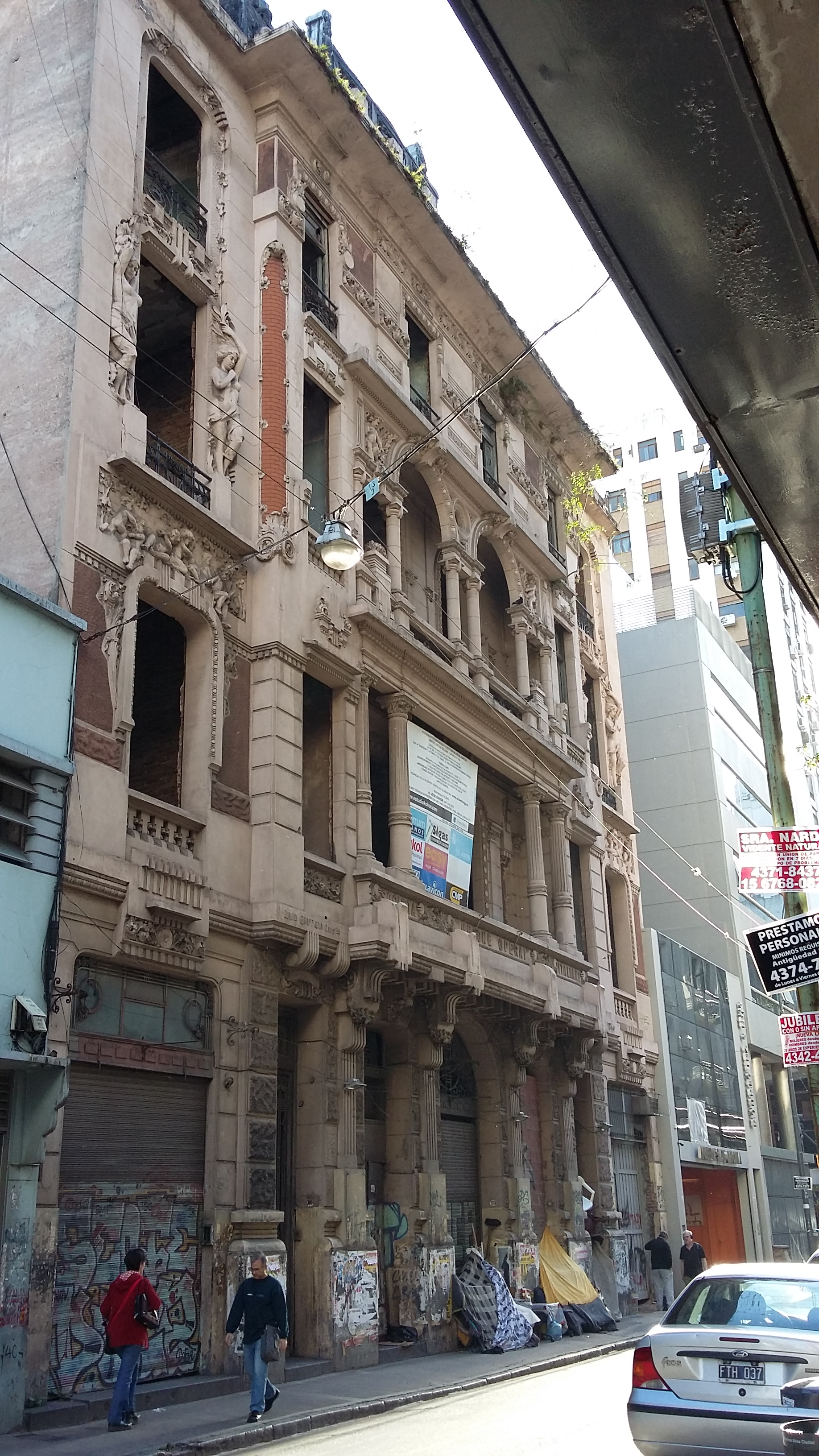
Salón Augusteo (Sarmiento 1374), donde el sindicato metalúrgico realizaba las asambleas del personal de los Talleres Vasena durante la Semana Trágica.

El 8 de enero de 1919 el conflicto se generalizó, el precario acuerdo alcanzado en Vasena se cayó y el optimismo que el gobierno había manifestado la noche anterior se diluyó rápidamente.
Durante la mañana todas las fábricas y establecimientos metalúrgicos de la ciudad suspendieron las tareas, mientras que decenas de sindicatos de las dos FORAs repudiaron la matanza y declararon huelgas para concurrir al entierro de los muertos, que se realizaría al día siguiente: calzado, construcción, choferes, construcciones navales, tabaco, curtidores, toneleros, molineros, tejido, constructores de carruajes, tapiceros, estatales, etc. Adicionalmente, la huelga marítima declarada el día anterior se extendió a los demás puertos del país y la Federación Obrera Marítima (FOM) convocó a acompañar el cortejo.
Mientras el conflicto se generalizaba, los miembros del sindicato metalúrgico se hicieron presentes poco antes del mediodía en la sede de la empresa en la calle Cochabamba, para negociar los términos del acuerdo preconfigurado la noche anterior. Pero Alfredo Vasena impidió primero el ingreso de los dirigentes sindicales que no eran empleados de la empresa y luego se negó a recibir el petitorio o negociar cualquier condición que modificara lo que había acordado con el gobierno: 12 % de aumento y jornada máxima de 9 horas de lunes a sábado. El sindicato pretendía más aumento, equiparación salarial entre secciones y géneros, jornada de 8 horas, y no obligatoriedad de las horas extras, las que deberían pagarse con un suplemento del 50 % o 100 % si eran en domingo. La negativa de la empresa a negociar, a pesar de la tragedia del día anterior, tensó aún más los ánimos ya exacerbados por las muertes y los desmanes, como pudo percibirse en la asamblea informativa que el sindicato realizó esa noche en el salón Augusteo ubicado en Sarmiento 1374. Esa tarde en el Congreso el diputado socialista Nicolás Repetto criticaría «la impermeabilidad cerebral de algunos patrones», en referencia a la intransigencia mostrada por Alfredo Vasena en el conflicto.

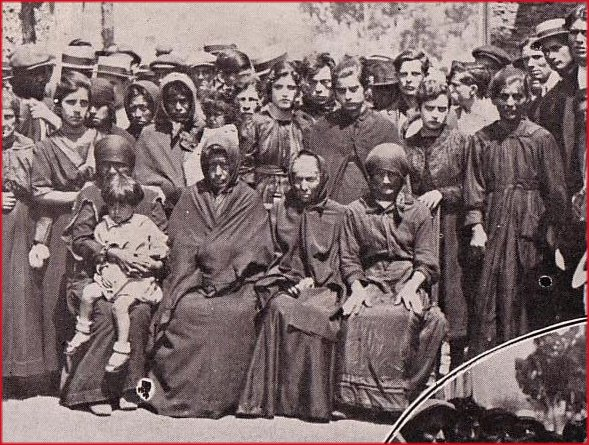
Familiares de los muertos de luto, durante el velorio en el local del sindicato metalúrgico, el día 8 de enero de 1919.

Esa tarde se reunió también la Cámara de Diputados en sesión extraordinaria, debatiéndose los «sucesos sangrientos» de Nueva Pompeya. El Partido Socialista sostuvo que era necesario sancionar una ley de asociaciones sindicales, sobre lo que hubo acuerdo general, razón por la cual la Cámara resolvió pedirle al Poder Ejecutivo que incluyera en el temario de sesiones extraordinarias el tratamiento de la ley sindical. El tema sin embargo no se trataría y la primera ley sindical se aprobaría recién en 1943. La bancada socialista también pidió la interpelación del ministro del Interior para que respondiera sobre lo que el diputado Mario Bravo calificó en ese momento de «masacre». Bravo, que había estado en el lugar poco después de los hechos y entrevistado numerosos testigos, informó en detalle sobre la forma en que se había producido el ataque policial. Cuando llegó el momento de votar la moción de interpelación al ministro, la Cámara se quedó sin cuórum.
Durante todo el día, el local sindical y el socialista en los que se realizaban los velorios se vieron desbordados de gente indignada por la matanza. La FORA del IX Congreso expresó su solidaridad con los huelguistas y al anochecer la FORA del V Congreso declaró la huelga general al día siguiente, a partir de las 12 del mediodía, para asistir masivamente al entierro de las víctimas de la matanza.

### Jueves 9 de enero: decenas de muertos

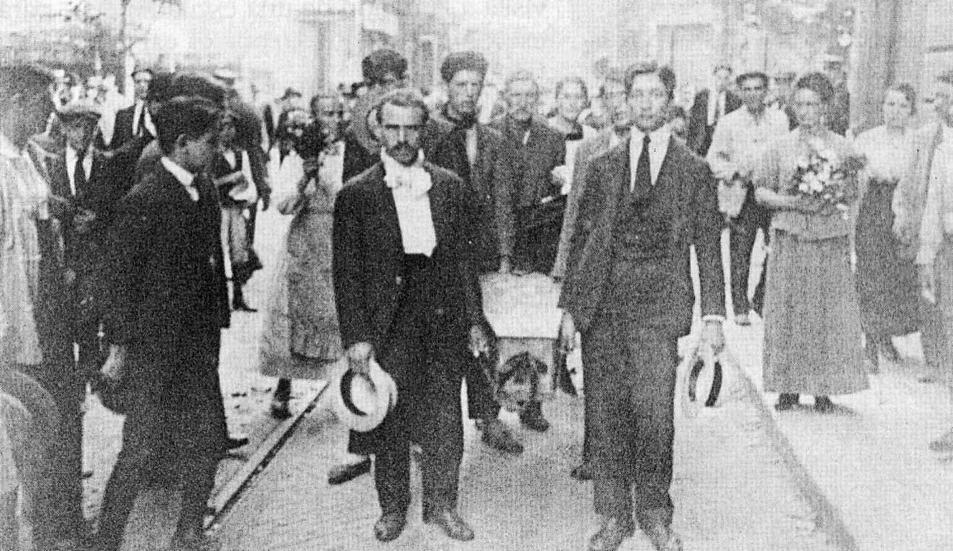
El multitudinario cortejo fúnebre del 9 de enero para enterrar a los muertos de la masacre del 7 desencadenaría nuevos enfrentamientos con decenas de obreros muertos.

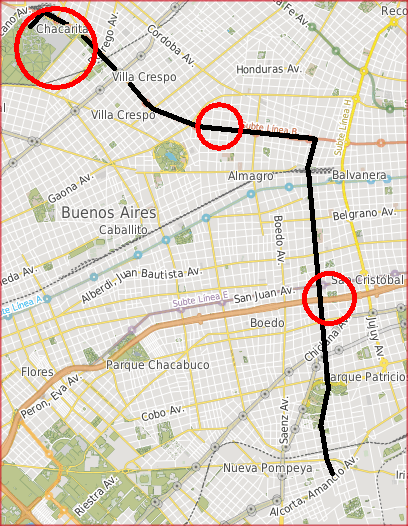
Ruta del cortejo fúnebre (en negro) desde el local sindical en Nueva Pompeya hasta el cementerio de la Chacarita. Los círculos rojos marcan los lugares en que hubo mayor cantidad de muertos. De abajo hacia arriba: a) Talleres Vasena de Cochabamba; b) Iglesia de Jesús Sacramentado en Yatay y Corrientes; c) dentro del cementerio.

El 9 de enero de 1919 Buenos Aires quedó casi completamente paralizada, a excepción de los trenes que traían multitudes desde las áreas suburbanas para sumarse al cortejo fúnebre. Hubo barricadas, piquetes, cortes de los cables de los tranvías, comisiones obreras recorriendo los lugares de trabajo, sin subterráneo ni canillitas, etcétera. Esa misma tarde el diario La Razón describía así el estado de situación a la mañana:

Todo el perímetro comprendido entre las calles Boedo, Cochabamba, Entre Ríos y Rivadavia, estaba ya, horas antes del pasaje del cortejo, invadido por la muchedumbre. Los grupos se formaban sobre las veredas, los balcones, las terrazas, puertas y ventanas. Un estado de sobreexcitación en ese grande y popular barrio metropolitano, como nunca antes había habido. No circulaba ni un solo tranvía, carro o vehículo… Barrios obreros por excelencia, muchos trabajadores de los dos sexos esperaban en las esquinas, con flores en la mano para arrojarlas al pasaje del cortejo fúnebre. Luego de dar una vuelta por las inmediaciones, pudimos verificar la ausencia total de policías. El orden, sin embargo, era absoluto: ningún hecho se registró por falta de los obreros en huelga.

Bilsky describe un panorama sobre el componente de clase de la movilización popular de ese día señalando que la participación fue masiva en los barrios obreros del sur y también en los barrios en los que la población obrera convivía con sectores de la clase media como San Cristóbal, Balvanera y Almagro, mientras que la clase alta adoptó una postura de rechazo frontal, con fuertes componentes nacionalistas y xenófobos, lo que llevaría a partir del día 11 a formar milicias civiles «patrióticas» para reprimir a los obreros y los inmigrantes, especialmente los judíos.
Los Vasena, el directorio de la empresa y varios dirigentes de la Asociación Nacional del Trabajo se habían atrincherado en la fábrica, custodiados por 300 hombres armados de la mencionada organización parapolicial. Por esa razón, el embajador británico Reginald Tower y el presidente de la Asociación Nacional del Trabajo y la Sociedad Rural Argentina Joaquín de Anchorena fueron a la Casa Rosada a reclamar fuerzas policiales y decisiones enérgicas para defender el establecimiento, que ya empezaba a estar rodeado de obreros y a ser bloqueado por el levantamiento de barricadas en las esquinas. El gabinete presidencial debatió la posibilidad de decretar el estado de sitio, pero Yrigoyen decidió no hacerlo, esperanzado aún en lograr una mediación exitosa en el conflicto de Vasena que atemperara los ánimos.

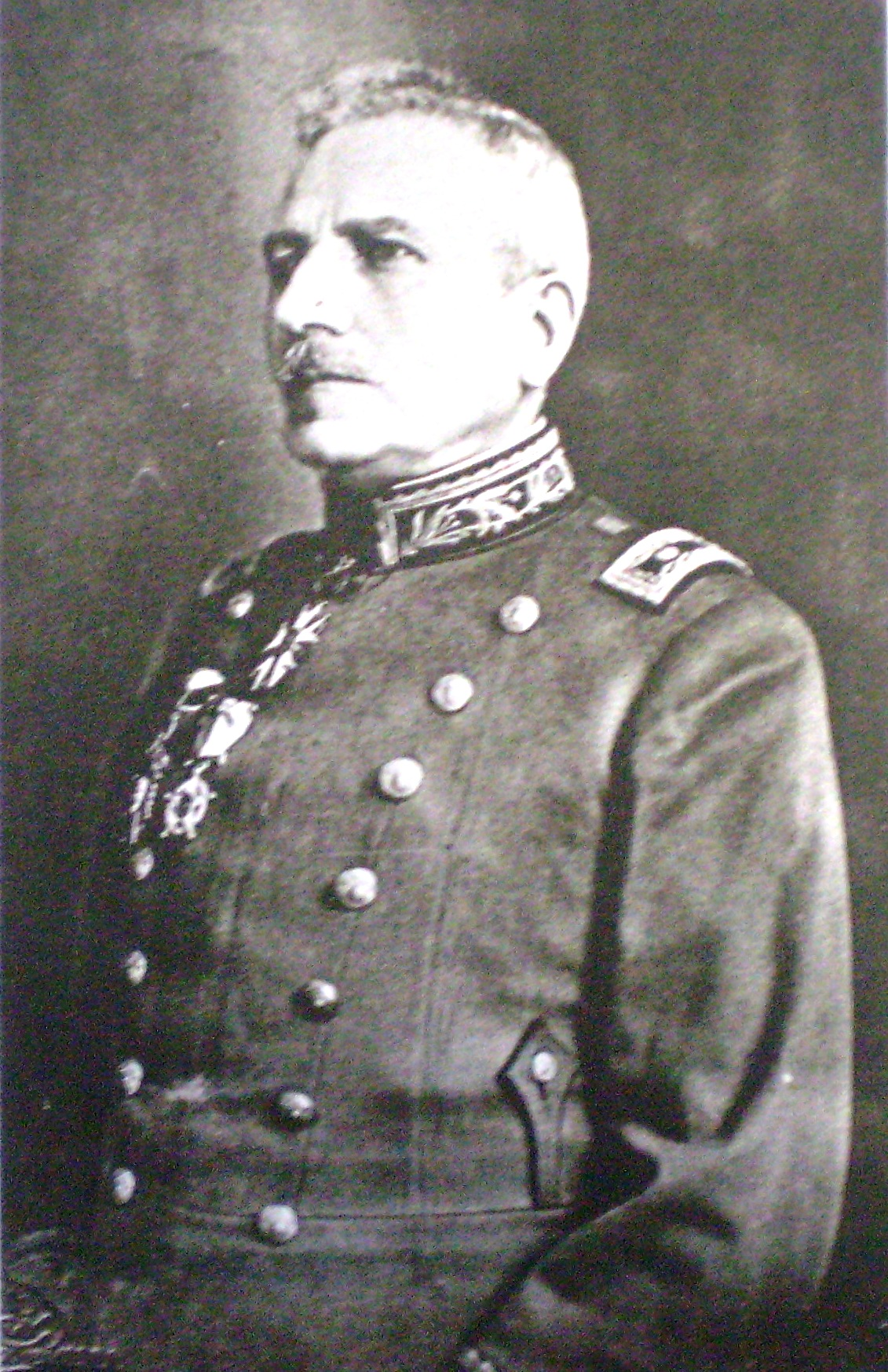
El 9 de enero Hipólito Yrigoyen nombró al general Luis Dellepiane, miembro de la Liga Patriótica, como comandante militar de Buenos Aires.

En ese momento Yrigoyen toma dos medidas, anticipando dos posibles escenarios opuestos. En primer lugar removió al jefe de policía que estuvo al mando durante la masacre del 7 de enero y puso a cargo de la misma al ministro de Guerra Elpidio González, más apto para presionar a Vasena y al sindicato para que llegasen a un acuerdo. Por otro lado, previendo una evolución negativa de los acontecimientos, se comunicó con su fiel amigo el general Luis J. Dellepiane, miembro de la Liga Patriótica Argentina, quien estaba al mando de la II División del Ejército apostada en Campo de Mayo.
A las 2 de la tarde el multitudinario cortejo fúnebre partió del local sindical ubicado en el cruce de Amancio Alcorta y Pepirí, hacia el cementerio de Chacarita. La columna estaba encabezada por una vanguardia de 150 anarquistas armados que se fue ampliando con el saqueo de las armerías que se encontraban en el camino.
La columna marchó por La Rioja hasta la fábrica Vasena, donde se encontró con la columna socialista. Allí se produjo una enorme confrontación armada con los guardias que custodiaban la empresa y sus dueños. Los manifestantes intentaron en vano prender fuego al portón de hierro de la entrada y a los forrajes para los caballos, como se ve en algunas fotografías. Los enfrentamientos en la zona de la fábrica dejaron un número indeterminado de muertos y heridos. Oddone menciona que al centro socialista del barrio (circunscripción 8.ª) fueron llevados cinco cadáveres.

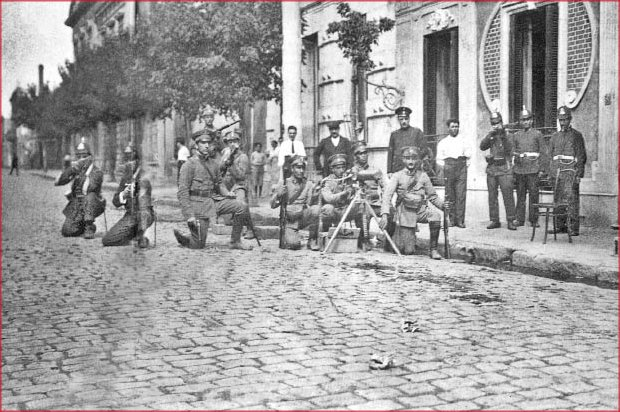
Una de las primeras medidas del general Dellepiane fue instalar dos ametralladoras sobre la calle Cochabamba para defender la fábrica de Vasena.

Al enterarse de lo que sucedía en los talleres de Vasena, el ministro de Guerra y nuevo jefe de Policía Elpidio González y el comisario inspector Justino Toranzo, se dirigieron en auto hacia la empresa. Pero el auto fue detenido por los manifestantes a pocas cuadras de la empresa, siendo obligados a bajarse, mientras los huelguistas quemaban el vehículo, teniendo que volver caminando al cuartel de policía. Según el comisario e historiador policial Adolfo Enrique Rodríguez, en esta acción murió -sin indicar de qué modo- el subteniente Antonio Marotta, comandante de un pelotón de fusileros que habría estado encargado de la protección de González.
Ningún investigador de la Semana Trágica, ni los diarios de la época, mencionan la muerte del subteniente Marotta, ni tampoco su entierro, que debió haberse realizado en esos días. El Diario, en su edición de ese día, hace mención puntual del incidente y el cronista transcribe las palabras del comisario Toranzo a los huelguistas: "¡Somos dos hombres solos!"
La mayor parte del cortejo rodeó la fábrica y siguió hacia el cementerio[¿Por qué?] con algunos incidentes, y al llegar a la Iglesia de Jesús Sacramentado, en Corrientes 4433, casi esquina Yatay, a eso de las 4 de la tarde, se produjo otro choque sangriento con los bomberos que custodiaban el templo, mientras que parte de la manifestación incendiaba parcialmente la iglesia.

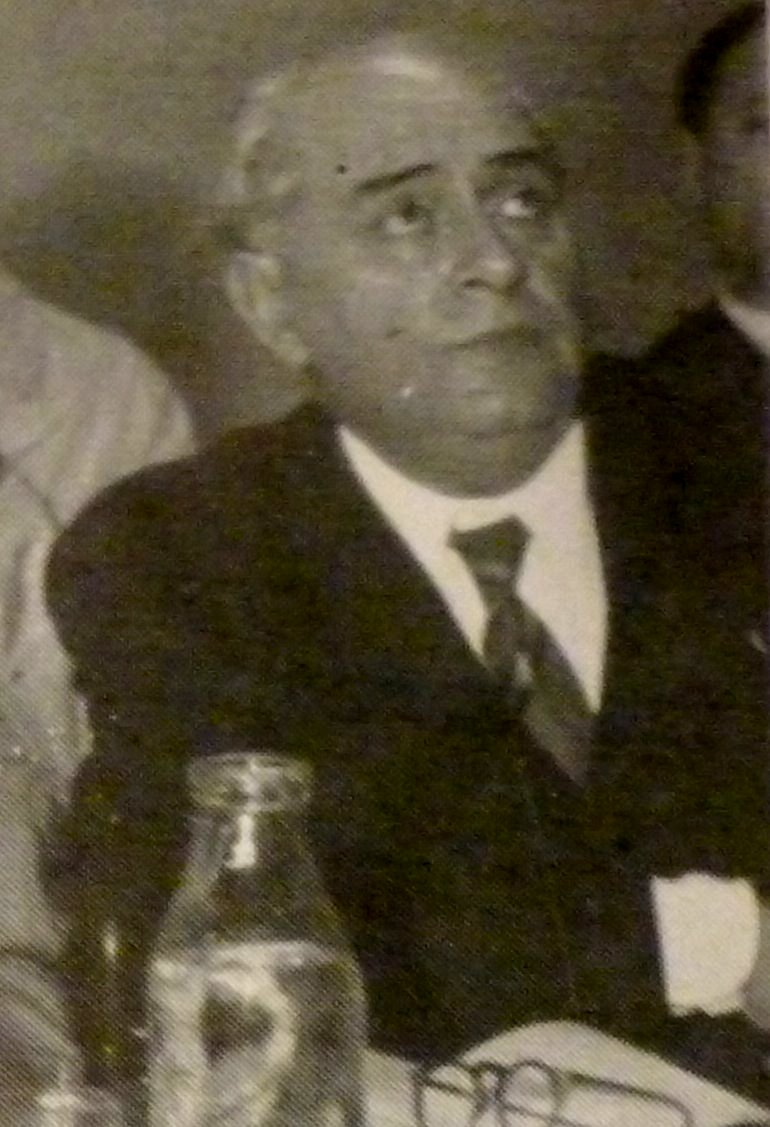
El sindicalista revolucionario Sebastián Marotta era el secretario general de la FORA del IX Congreso durante la Semana Trágica.

Raleados por la violencia, algunos cientos de manifestantes lograron abrirse paso hasta llegar al cementerio. Pero para entonces el gobierno había dado órdenes de disolver la manifestación en el cementerio, donde ya se habían parapetado un regimiento de infantería y varios agentes policiales al mando del capitán Luis A. Cafferata. Mientras se pronunciaban los discursos, las fuerzas de represión descargaron los fusiles a mansalva contra los familiares y militantes presentes, disolviendo la manifestación y dejando un tendal de muertos y heridos adicionales, mientras que los cuatro cadáveres de la masacre del 7 de enero quedaron insepultos. El diario La Prensa contabilizó doce muertos en el cementerio, entre ellos dos mujeres, mientras que La Vanguardia contabilizó cincuenta. Todos los cronistas coincidieron en señalar que no hubo bajas entre las fuerzas de seguridad.
Al promediar la tarde Yrigoyen ya había decidido reprimir con el Ejército, militarizando la ciudad y encomendando la tarea al general Dellepiane, a quien nombró como comandante militar de Buenos Aires. A las seis de la tarde Dellepiane había instalado dos baterías de ametralladoras pesadas sobre Cochabamba, en una de las esquinas de la fábrica, ordenando fuego continuo durante más de una hora.
La cantidad de muertos ese día fue de varias decenas, sin que hayan podido ser precisados: el socialista Oddone verificó el registro de 39 muertos en los hospitales esa misma noche; el diario radical La Época informó sobre 45 muertos y 119 heridos; el Buenos Aires Herald, diario de la colectividad británica en Buenos Aires, contabilizó 80 muertos.
Ante la cantidad de muertos, inédita en la historia del sindicalismo argentino, esa noche la FORA IX sacó una resolución por la que dispuso "asumir la conducción del movimiento de la capital federal" y convocar a una reunión urgente de secretarios generales al día siguiente para definir los pasos a seguir. Por su parte, el periódico anarquista La Protesta publicaría sus conclusiones sobre la jornada del 9: "el pueblo está para la revolución".

### Viernes 10 de enero: recuperación de la ciudad y terror blanco

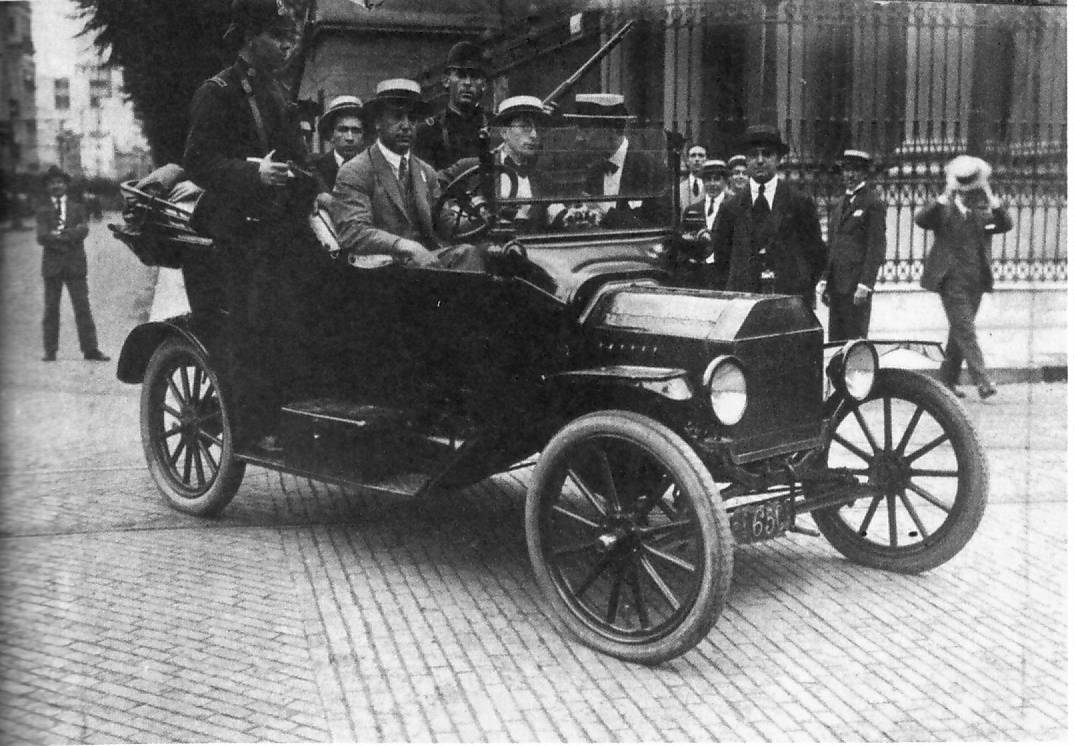
Grupo parapolicial de la Liga Patriótica Argentina patrullando Buenos Aires durante la Semana Trágica. Formado por jóvenes de clase alta e ideología fascista, el grupo sembró el "terror blanco" en los barrios obreros y judíos de la ciudad. La Liga Patriótica fue creada durante la Semana Trágica para proteger a la clase alta de la amenaza que significaban el movimiento obrero y la inmigración.

Luego de la matanza del día anterior y la militarización de la ciudad al mando del general Dellepiane, el diario oficialista La Época transmitió en la mañana del 10 de enero la postura del gobierno:

Conviene establecer con toda precisión lo que ocurre para disipar malosentendidos emanados de falsas informaciones. Se trata de una tentativa absurda, provocada y dirigida por elementos anarquistas, ajenos a toda disciplina social y extraños también a verdaderas organizaciones de los trabajadores... Jamás el Presidente de los argentinos cederá a la sugestión amenazante de las turbas desorbitadas...

La editorial sostenía textualmente que el movimiento estaba dirigido por una "minoría sediciosa". El Buenos Aires Herald, diario de la colectividad británica en Buenos Aires, tituló en consonancia que "Buenos Aires tuvo ayer su primera prueba de bolchevismo". La Prensa y La Vanguardia recogen las declaraciones de grupos radicales que esa misma mañana salieron a la calle proclamando que "si hay barricadas de revoltosos, se deben formar barricadas de argentinos".
La ciudad seguía paralizada y llena de barricadas. Solo circulaban automóviles que llevaban la bandera roja que les garantizaba el paso por los piquetes. Nuevos gremios declararon huelgas por reclamos puntuales en diversas partes del país. Por su parte, el general Dellepiane empezó a organizar sus fuerzas para recuperar la ciudad. Dos mil marinos se sumaron a las fuerzas del Ejército y dos baterías de ametralladores fueron traídas desde Campo de Mayo.
A las once de la mañana un grupo de huelguistas intentó nuevamente tomar por las armas la fábrica de Vasena, defendida por fuerzas policiales y militares instaladas desde la tarde anterior, con gran cantidad de bajas. Entre los soldados movilizados por Yrigoyen y Dellepiane, estaba el joven teniente Juan Domingo Perón, que se desempeñaba en el Arsenal de Buenos Aires y tenía la tarea de abastecer de municiones a esas tropas. Simultáneamente, un destacamento de bomberos armados atacó el local del sindicato metalúrgico de Amancio Alcorta, matando a uno de sus ocupantes y detuvo al resto.
El 10 de enero, durante un violento tiroteo en cercanías de la estación Once de Septiembre, el soldado conscripto Luis Demarchi del Regimiento 8 de Caballería cae mortalmente herido por los disparos que elementos exaltados efectuaron contra su pelotón de fusileros del Ejército Argentino.
Al promediar la tarde las fuerzas militares y policiales habían comenzado a tomar el control de la ciudad. En su libro La Semana Trágica, el comisario José Romariz, uno de los protagonistas de los hechos, cuenta que entre los telegramas que se recibían del general Dellepiane -con instrucciones de destruirlos en cuanto fueran leídos-, se encontraba la orden de "hacer fuego sin previo aviso contra los revoltosos que se sorprendan levantando vías, produciendo incendios u otras depredaciones".
Las tropas del gobierno tenían también orden de que "no se desperdiciaran municiones con tiros al aire".
Las violaciones de derechos humanos por parte de las fuerzas del gobierno fueron generalizadas. En Cabrera 3275 una patrulla conjunta militar-policial ingresó disparando a la vivienda de las familias Viviani y Di Toro, matando a la niña Paula Viviani, de 13 años, y a David Di Toro, de 21 años. Poco después las ambulancias retiraron los cadáveres y los soldados detuvieron a dos hermanos de las víctimas.

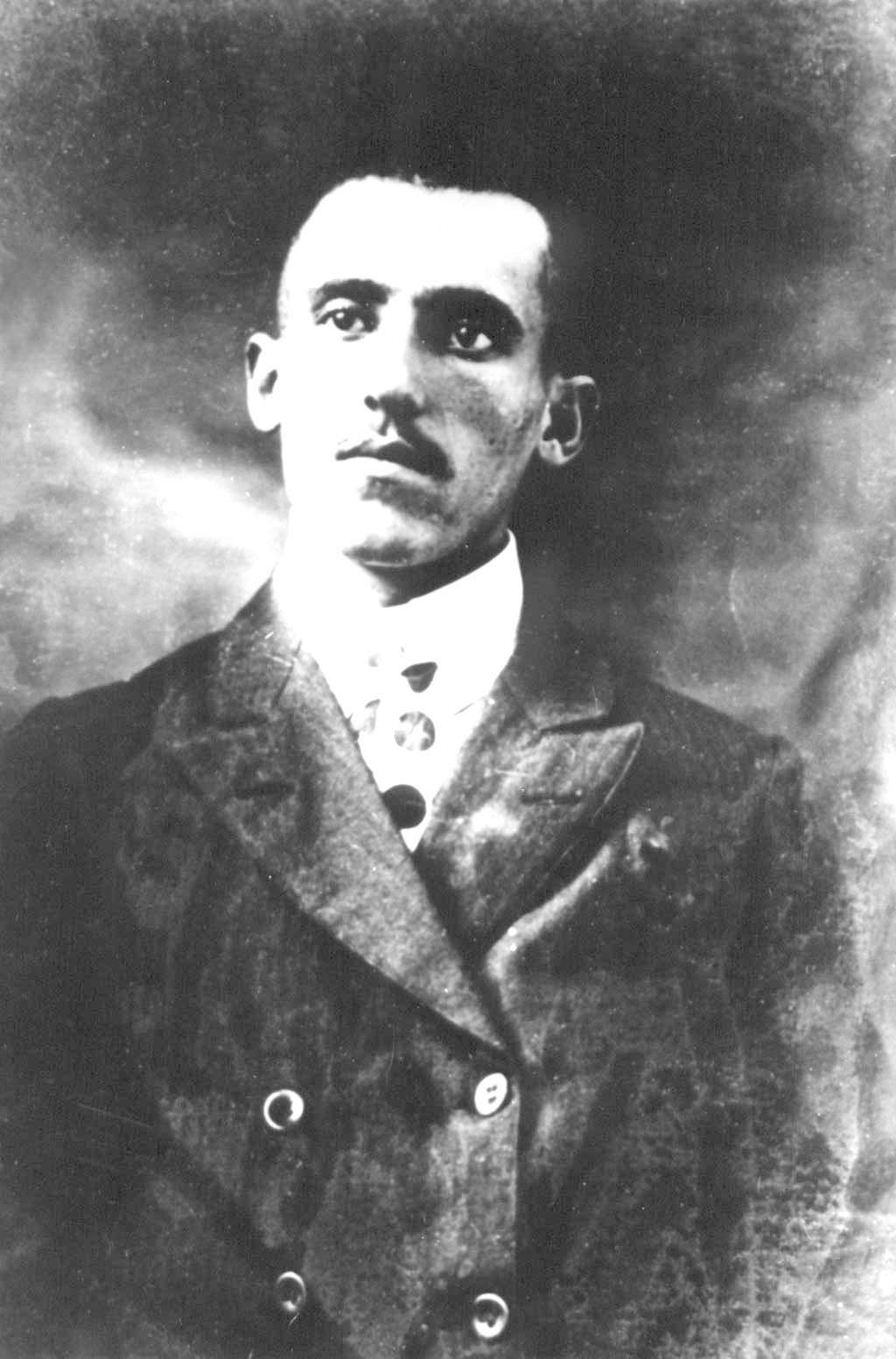
El 11 de enero la FORA del V Congreso extendió los objetivos de la huelga general, transformándola en "revolucionaria" y con el objetivo expreso de liberar a Simón Radowitsky y a todos los presos políticos y sociales. Radowitsky era un anarquista que había matado al coronel Ramón Falcón en venganza por la masacre del 1 de enero de 1909; éste sería finalmente indultado por el presidente Hipólito Yrigoyen en 1930, tras 21 años en la cárcel.

Esa noche las fuerzas sindicales fijarían posiciones. La Federación Obrera Ferroviaria (FOF), el sindicato más poderoso del país, declaró la huelga en todo el país reclamando la reincorporación de los trabajadores despedidos en las famosas huelgas iniciadas el año anterior. La FORA del IX Congreso dispuso priorizar como objetivo los reclamos establecidos en los petitorios de huelga de los metalúrgicos de Vasena y de los ferroviarios. La FORA del V Congreso decidió continuar "por tiempo indeterminado" la huelga general, dándole a partir de ahora el carácter de "revolucionaria" y estableciendo como objetivo de la misma obtener la libertad de Simón Radowitsky -condenado por el homicidio del exjefe de policía Ramón Falcón-, Apolinario Barrera -preso por haber organizado una frustrada fuga de Radowitsky- y los demás presos políticos y sociales, mayoritariamente anarquistas. La Protesta dejó de salir y tanto la FORA V como los principales dirigentes anarquistas pasaron a la clandestinidad.
Una vez recuperado el control de la ciudad y con las primeras sombras de la noche se desató lo que se conoció como "el terror blanco", que se extendería los próximos tres días, ya no solo por las fuerzas militares y policiales, sino ahora también por grupos civiles de jóvenes de clase alta identificados como "patriotas".
En el Centro Naval se crearía ese día la Comisión Pro Defensores del Orden, una organización parapolicial de extrema derecha e ideología fascista, liderada por influyentes militares, curas, empresarios y políticos radicales y conservadores, que pocos días después cambiaría su nombre por Liga Patriótica Argentina. Entre las personalidades que arengaron a los jóvenes de clase alta para salir a la calle y reprimir a los huelguistas se encontraba el dirigente radical y abogado de Pedro Vasena e Hijos, Leopoldo Melo.
El terror blanco tuvo como objetivo expreso reprimir y matar a los "judíos" y "rusos" ("mueran los judíos" fue uno de los lemas más utilizados),
"maximalistas", "bolcheviques" y "anarquistas", extendiéndose también a extranjeros, sindicalistas y obreros en general. Al día siguiente el diario La Nación informaba que esa misma noche el general Dellepiane había anunciado a la prensa que el objetivo del gobierno era "hacer un escarmiento que se recordará durante 50 años".
Esa noche el gobierno comunicó a la prensa que los huelguistas anarquistas había intentado "asaltar" varias comisarías, asesinando en el intento contra la 24ª al cabo Teófilo Ramírez y al agente Ángel Giusti. Silva ha estudiado en detalle ese evento y llegado a la conclusión de que no existieron tales intentos de asalto, sino que se trató de enfrentamientos entre diversos grupos de las fuerzas de represión, causados por el nerviosismo existente. Siempre según Silva, el objetivo del general Dellepiane era obligar a las corrientes sindicalista revolucionaria y socialista de la FORA IX a denunciar a los "elementos perturbadores", justificar las acciones del gobierno y ganar espacio para la escalada represiva que se iniciaría esa noche.

### Sábado 11 de enero: cientos de muertos
En la noche del 10 al 11 de enero se intensificó la represión. Las fuerzas de seguridad y los grupos parapoliciales "patrióticos" fascistas comenzaron a realizar cientos de razzias ingresando a los domicilios particulares sin autorización judicial, asesinando y golpeando a sus ocupantes, violando a las mujeres y niñas, destruyendo bienes y quemando libros. "Meterse, meterse en nuestras casas... Meterse era pisar... Meterse era violar".
Por la mañana la ciudad seguía paralizada pero la población comenzaba a sentir el desgaste que generaba el conflicto. Las fuerzas represivas continuaron todo el día y los dos días subsiguientes actuando sin limitaciones de ningún tipo. A los objetivos obreros se habían sumado ahora los objetivos judíos y en menor medida catalanes. "La caza del ruso" ("ruso" en el argot argentino es un sinónimo habitualmente despectivo de "judío"), como se conoció el único pogromo de la historia en suelo americano, arrasó el barrio judío del Once y dio origen a una siniestra expresión que subsiste en el habla argentina hasta el presente: "yo, argentino", frase con que las personas judías suplicaban para no ser asesinadas. El apoyo a los actos criminales de los grupos fascistas fue una parte sustancial del plan represivo del gobierno. El propio general Dellepiane dio órdenes terminantes de “contener toda manifestación o reagrupamiento con excepción de los patrióticos”.
Un testigo describió la impunidad represiva que reinaba en la ciudad ese día:

El ruido de los muebles y cajones violentamente arrojados a la calle se mezclaba con gritos de ‘mueran los judíos’. Cada tanto pasaban a mi vera viejos barbudos y mujeres desgreñadas. Nunca olvidaré el rostro cárdeno y la mirada suplicante de uno de ellos, al que arrastraban un par de mozalbetes, así como el de un niño sollozante que se aferraba a la vieja levita negra, ya desgarrada. (...) En medio de la calle ardían pilas con libros y trastos viejos, entre los cuales podían reconocerse sillas, mesas y otros enseres domésticos, y las llamas iluminaban tétricamente la noche, destacando con rojizo resplandor los rostros de una multitud gesticulante y estremecida. Se luchaba dentro y fuera de los edificios; vi allí dentro a un comerciante judío. El cruel castigo se hacía extensivo a otros hogares hebreos.

El escritor Juan José de Soiza Reilly describió también lo que vio ese día en el Once:

Ancianos cuyas barbas fueron arrancadas; uno de ellos levantó su camiseta para mostrarnos dos sangrantes costillas que salían de la piel como dos agujas. Dos niñas de catorce o quince años contaron llorando que habían perdido entre las fieras el tesoro santo de la inmaculada; a una que se había resistido, le partieron la mano derecha de un hachazo. He visto obreros judíos con ambas piernas rotas en astillas, rotas a patadas contra el cordón. Y todo esto hecho por pistoleros llevando la bandera argentina.

Pinie Wald, director del periódico Avantgard, detenido y torturado por el gobierno, describiría años después en su libro Pesadilla (1929) lo que estaba sucediendo:

Salvajes eran las manifestaciones de los 'niños bien' de la Liga Patriótica, que marchaban pidiendo la muerte de los maximalistas, los judíos y demás extranjeros. Refinados, sádicos, torturaban y programaban orgías. Un judío fue detenido y luego de los primeros golpes comenzó a brotar un chorro de sangre de su boca. Acto seguido le ordenaron cantar el Himno Nacional y, como no lo sabía porque recién había llegado al país, lo liquidaron en el acto. No seleccionaban: pegaban y mataban a todos los barbudos que parecían judíos y encontraban a mano. Así pescaron un transeúnte: 'Gritá que sos un maximalista'. 'No lo soy' suplicó. Un minuto después yacía tendido en el suelo en el charco de su propia sangre.
Pedro Wald

Con ese escenario de fondo y mientras la matanza alcanzaba su pico, el presidente Hipólito Yrigoyen convocó por la tarde a la FORA del IX Congreso, encabezada por su secretario general Sebastián Marotta, y a Alfredo Vasena -que concurrió acompañado del embajador británico- a la Casa Rosada para imponerles el levantamiento de la huelga a la central sindical y la aceptación del pliego de huelga al presidente de la empresa. El gobierno pondría en libertad también a todos los detenidos, con excepción de aquellos condenados por delitos graves, entre los que se encontraba Radowitsky.
La FORA IX dispuso entonces "dar por terminado el movimiento recomendando a todos los huelguistas de inmediato la vuelta al trabajo".

### Domingo 12 de enero: supuesto sóviet ruso-judío
Pese al acuerdo mediado por el presidente Yrigoyen y a la resolución de la FORA IX del día anterior, dando por "terminado el movimiento", la huelga general continuó. La huelga se había extendido a otras ciudades del país (Rosario, Mar del Plata, San Fernando, San Pedro, Santa Fe, Tucumán, Mendoza y Córdoba), impulsada incluso por sindicatos y secciones de la FORA IX. En Buenos Aires la actividad se recuperó parcialmente por la tarde.
El sindicato metalúrgico sacó un comunicado diciendo que no habían formado parte de las negociaciones, que nadie les había hecho llegar una copia del supuesto acuerdo con Vasena y que se desconocía el paradero del propio Vasena, razón por la cual anunciaban que la huelga en los talleres no podía ser levantada.
Durante todo el día las fuerzas policiales y parapoliciales continuaron realizando acciones criminales y detenciones en toda la ciudad. Decenas de miles de ciudadanos estaban detenidos, saturando las cárceles y comisarías. El gobierno decidió entonces poner en marcha una operación para hacer creer a la población que las protestas sindicales habían sido parte de una conspiración internacional ruso-judía para establecer un régimen soviético en la Argentina.
Como parte de esa operación fue detenido el periodista Pinie Wald, su novia Rosa Weinstein, Juan Zelestuk y Sergio Suslow. El gobierno anunció que Wald era el "dictador maximalista" del futuro soviet argentino y que Zelestuk y Suslow eran, respectivamente, su jefe de policía y su ministro de Guerra.
A pesar de la inverosimilitud de la noticia, los principales diarios del país le dieron amplia cobertura y garantizaron su seriedad. Wald y los demás detenidos fueron severamente torturados hasta el punto de dejarlos al borde de la muerte. "Por ese motivo, al día siguiente la prensa –para cubrir a la policía– daba a Wald por muerto y a Zelestuk en gravísimo estado, a consecuencia de unas supuestas «heridas recibidas» al «resistir al arresto»". Wald dejó testimonio de sus padecimientos en el libro Pesadilla, escrito en idish y traducido al español, considerado un antecedente temprano del género de la novela testimonio que se consolidará en 1957 con Operación Masacre, de Rodolfo Walsh, y A sangre fría (1959), de Truman Capote.
Un párrafo de la novela describe la degradación humana, definida como "pesadilla", que se había alcanzado con la Semana Trágica:

¿Qué sucedía del otro lado del muro de la cárcel? ¿Qué pasaba en la calle? ¿En la ciudad? ¿En el país? ¿En el mundo entero? ¿Acaso existía algo que no fuera violencia y asesinato? ¿Cazadores y cazados? ¿Perseguidores y perseguidos? ¿Los que golpean y los golpeados? ¿Asesinos y asesinados? ¿Acaso existía algo fuera de bomberos
armados y presos martirizados que esperaban su muerte...? ¿Dónde estaban los miles y miles de presos que había visto el día anterior? ¿O era un sueño atroz, una pesadilla al fin de cuentas?
Pinie Wald, Pesadilla

Por la noche la FORA V ratificó su decisión de mantener la huelga general por tiempo indeterminado hasta que fueran liberados "todos los detenidos por causas sociales", agregando la exigencia de que "el gobierno retire todas las tropas".

### Lunes 13 de enero: se levanta la huelga metalúrgica
El día amaneció con las fuerzas de seguridad baleando la Federación Obrera Ferroviaria (FOF), principal sindicato de la FORA IX que permanecía en huelga por sus propias reivindicaciones, deteniendo a 17 gremialistas heridos y clausurando el local. El Ejército además ocupó las instalaciones ferroviarias y controló la normalización de los servicios.
La ciudad volvía lentamente a funcionar, con dificultades de abastecimiento y actos de sabotaje, como el descarrilamiento de un tren proveniente de Rosario. Algunas ciudades aledañas, como Avellaneda, todavía estaban completamente paralizadas y bajo control de los piquetes de huelga.
Por la mañana, el gobierno envió a un delegado al sindicato metalúrgico, que se hallaba en plena asamblea, para negociar las condiciones de la vuelta al trabajo. Una delegación sindical (Juan Zapetini, Mario Boratto, Marcelino Gammi,
Jesús Lacambra, José Boca y Fidel Calafati) se dirigió a la Casa Rosada, donde se encontraron con Alfredo y Emilio Vasena y el abogado-director de la empresa, el senador radical Leopoldo Melo. La reunión fue mediada por el ministro del Interior Ramón Gómez, asistido por el director del Departamento de Trabajo Alejandro Unsain. La empresa aceptó la totalidad de los reclamos obreros, con excepción de la situación del lavadero de lana, cuya negociación fue derivada a una nueva reunión, y el sindicato levantó la huelga, luego de 43 días de declarada y una de las masacres más sangrientas de la historia latinoamericana. Los obreros volverían al trabajo el lunes 20, luego de reparar los establecimientos y maquinarias, pero percibiendo su salario desde ese día.

### Martes 14 de enero: fin de la huelga general y segundo pogromo
El 14 de enero el general Dellepiane se reunió por separado con las dos FORAs, para acordar el levantamiento definitivo de la huelga general y el cese de los conflictos. Ambas exigieron la libertad de los detenidos, "la supresión de la ostentación de fuerza por las autoridades" y el "respeto del derecho de reunión". El gobierno aceptó las condiciones de las centrales sindicales y ambas levantaron la huelga.
Pese a ello ese mismo día las fuerzas de seguridad bajo el mando de Dellepiane allanaron y destruyeron las instalaciones del diario anarquista La Protesta y de varios locales anarquistas y sindicales, incluso donde se encontraba sesionando la asamblea de la FORA V, deteniendo a todos sus ocupantes. Frente al flagrante incumplimiento de lo acordado, el general Dellepiane presentó su renuncia en los siguientes términos:

Cuál no sería mi sorpresa al saber que poco después los locales donde yo había autorizado las reuniones, eran allanados por empleados de la policía de investigaciones, contrariando mis expresas órdenes y habían detenido a todas las personas que allí se reunían. Aparecía yo faltando a mi palabra empeñada y traicionando a esa gente a quien di seguridades, y como nunca he sido un traidor no he de tolerar que nadie me presente como tal.

Sin embargo instantes después Dellepiane retiró la renuncia y siguió siendo comandante militar de Buenos Aires. Esa tarde, la Cámara de Diputados aprobó la declaración del estado de sitio con el voto favorable de las bancadas radical y conservadora, pronunciándose en contra la bancada socialista, pero tres días después la Cámara de Senadores no convalidaría la media sanción.
Ese día se produjo el segundo pogromo, cuando las fuerzas del gobierno y los grupos parapoliciales volvieron a asaltar el barrio del Once. La embajada de Estados Unidos, la única que realizó un recuento individual de los muertos en esos días, contó que en el Arsenal del Ejército en San Cristóbal yacían 179 cadáveres de "rusos judíos" que no habían sido sepultados.

### Los días siguientes
Al día siguiente, Yrigoyen ordenó hacer efectiva la puesta en libertad de todos los detenidos. Por su parte, Dellepiane dictó la siguiente orden del día:

Quiero llevar al digno y valiente personal que ha cooperado con las fuerzas del ejército y armada en la sofocación del brutal e inicuo estallido, mi palabra más sentida de agradecimiento, al mismo tiempo que el deseo de que los componentes de toda jerarquía de tan nobles instituciones, encargadas de salvaguardar los más sagrados intereses de esta gran metrópoli, sientan palpitar sus pechos únicamente por el impulso de nobles ideales, presentándolos como coraza invulnerable a la incitación malsana con que se quiere disfrazar propósitos inconfesables y cobardes apetitos.
Gral. Luis Dellepiane

Ese día, en la calle Pueyrredón, un grupo de huelguistas mata a tiros al sargento del ejército Ramón Díaz,
y en la calle Corrientes es muerto el comandante de un pelotón de fusileros, el subteniente Agustín Ronzoni y un civil a manos de los huelguistas. Un pelotón bajo el mando del sargento Bonifacio Manzo también cae en una emboscada y parte del Regimiento de Infantería 7 es obligado a recurrir al uso de una ametralladora pesada Vickers para repeler a los atacantes.
El Regimiento de Infantería 3 también se ve obligado a intervenir y liberar a 400 trabajadores que se negaron a participar en las huelgas, y que ahora se encontraban atrapados en los Talleres de Vasena por los anarquistas, quienes planeaban incendiarlos junto con el edificio.
Los conductores de ambulancias y los médicos a bordo tuvieron que salir armados con revólveres para poder defenderse de los huelguistas que buscaban venganza.
Al día siguiente, Dellepiane amenazó con "emplazar la artillería en la plaza del Congreso y atronar con los cañones toda la ciudad" si la violencia de ambos bandos no cesaba. Mientras tanto, un destacamento del ejército instalado frente a la fábrica abrió fuego contra los obreros y en otros lugares dos policías son muertos, el cabo Teófilo Ramírez y el agente Ángel Giusti, al ser atacados por los huelguistas.
El 12 de enero, los Regimientos de Caballería 5 y 12 y 600 marinos de los cruceros acorazados Belgrano y Garibaldi entraron en Buenos Aires como refuerzos.
Yrigoyen ratificó con la FORA socialista la liberación de los obreros detenidos, un aumento del 40 %, y la reducción de la jornada laboral. Citó a Alfredo Vasena a su despacho y le exigió la aceptación total e incondicional de lo que acababa de acordar con la FORA. Vasena no tuvo otra alternativa que ceder.

Se terminó la huelga; ahora los poderes públicos deben buscar los promotores de la rebelión, de esa rebelión cuya responsabilidad rechazan la FORA y el PS.
Diario La Razón, 11 de enero de 1919.

Una investigación realizada durante esas fechas por el Ejército de los Estados Unidos, y difundida después, planteó que los obreros anarquistas habían actuado bajo la influencia de agentes germanos y soviéticos (por intereses económicos los primeros e ideológicos los segundos).
Mientras tanto, algunos de los huelguistas querían reanudar la lucha armada y en la mañana del 13 de enero trataron de apoderarse de las armas de una estación de policía, pero se vieron obligados a retirarse después de encontrarse bajo fuego de un pelotón de fusileros de infantes de marina recién llegados del crucero ARA San Martín.

## Pogromo y antisemitismo
Dentro de la Semana Trágica se produjo el único pogromo (‘matanza de judíos’) del que hay registro en el continente americano. El pogromo tuvo su epicentro en el barrio judío de Once. El pogromo tuvo autonomía dentro de la acción represiva que caracterizó a esa semana, orientada principalmente a reprimir la huelga y al movimiento obrero. Algunos investigadores han prestado atención a los vínculos evidenciados en esa ocasión entre la discriminación social y la discriminación racial.
El pogromo se desató cuando promediaba la Semana Trágica y se sumaron a la represión los civiles de clase alta, alcanzando sus picos los días 11 y 14 de enero. Su primera manifestación se produjo el 10 de enero, en la reunión realizada en el Centro Naval y presidida por el contralmirante Manuel Domecq García.
El ataque fue llevado a cabo por la Liga Patriótica Argentina, incendiando sinagogas y además las bibliotecas Poalei Sion y Avangard. Los integrantes de la Liga atacaban a los transeúntes, especialmente a quienes vestían con algún elemento que determinara su pertenencia a la colectividad.
Cientos de judíos fueron detenidos y llevados "a la rastra" para ser encerrados en los calabozos de las comisarías 7.ª (Lavalle 2625), 9.ª (Gral. Urquiza 550) y en el Departamento Central de Policía, donde fueron salvajemente torturados y sometidos a indecibles degradaciones. El periodista José Mendelsohn dejó registrado su testimonio de lo que estaba sucediendo, el mismo día 10 de enero de 1919, en Di Idische Tzaitung (La Gaceta Israelita):

Pamplinas son todos los pogromos europeos al lado de lo que hicieron con ancianos judíos las bandas civiles en la calle, en las comisarías 7ª y 9ª, y en el Departamento de Policía. Jinetes arrastraban a viejos judíos desnudos por las calles de Buenos Aires, les tiraban de las barbas, de sus grises y encanecidas barbas, y cuando ya no podían correr al ritmo de los caballos, su piel se desgarraba raspando contra los adoquines, mientras los sables y los látigos de los hombres de a caballo caían y golpeaban intermitentemente sobre sus cuerpos (...) Pegaban y pegaban espaciosamente, torturaban metódicamente para que no desfallecieran las últimas fuerzas, para que no se prolongaran sin fin los sufrimientos. Cincuenta hombres, ante el cansancio de azotar, se alternaban para cada prisionero, en tanto que la ejecución proseguía de la mañana hasta pasado el mediodía, desde el atardecer hasta la noche y desde la noche hasta que despuntaba el día. Con fósforos quemaban las rodillas de los arrestados, mientras atravesaban con alfileres sus heridas abiertas y sus carnes emblandecidas (...). En la comisaría 7ª, los soldados, vigilantes y jueces encerraban en los baños a los presos (en su mayoría judíos) para orinarles en la boca. Los torturadores gritaban: "¡viva la patria, mueran los maximalistas y todos los extranjeros!".
José Mendelsohn, 10 de enero de 1919

El escritor Juan José de Soiza Reilly testimonió la violencia sexual contra las mujeres, denunciando los casos de «dos niñas de catorce o quince años (que) contaron llorando que habían perdido entre las fieras el tesoro santo de la inmaculada; a una que se había resistido, le partieron la mano derecha de un hachazo». David Viñas, en su novela En la Semana Trágica, incluye a un personaje que resume la dimensión múltiple de aquella violencia: «Meterse, meterse en nuestras casas... Meterse era pisar... Meterse era violar».
El nacionalista Juan Emiliano Carulla también fue testigo directo de esos actos:

Produjéronse manifestaciones bajo la advocación de la enseña patria y grupos de vecinos y de jóvenes voluntarios se dieron a la tarea de promover la apertura de los comercios y el restablecimiento del tráfico. Uno de los hombres que supieron aunar, en aquellos momentos, voluntades y esfuerzos fue Manuel Carlés, prestigioso ya por su actuación parlamentaria y sus elevadas dotes de jurista y orador. Agrúpase, a su alrededor, una falange de argentinos entusiastas que llevarían luego el nombre de Liga Patriótica Argentina... Oí decir que estaban incendiando el barrio judío y hacia allá dirigí mis pasos. Caminé por las calles Junín, Uriburu y Azcuénaga, al principio sin hallar signos patentes de disturbios, salvo la presencia en puertas y esquinas de grupos de hombres, mujeres y niños en actitud expectante. Fue al llegar a Viamonte, a la altura de la Facultad de Medicina, que me tocó presenciar lo que podría denominarse el primer progrom en la Argentina. En medio de la calle ardían pilas formadas con libros y trastos viejos, entre los cuales podían reconocerse sillas, mesas y otros enseres domésticos, y las llamas iluminaban tétricamente la noche destacando con rojizo resplandor los rostros de una multitud gesticulante y estremecida. Me abrí camino y pude ver que a pocos pasos de allí se luchaba dentro y fuera de los edificios. Inquirí y supe que se trataba de un comerciante judío al que se culpaba de hacer propaganda comunista. Me pareció, sin embargo, que el cruel castigo se hacía extensivo a otros hogares hebreos. El ruido de muebles y cajones violentamente arrojados a la calle se mezclaba con gritos de «mueran los judíos, mueran los maximalistas». Cada tanto, pasaban a mi vera viejos barbudos y mujeres desgreñadas. Nunca olvidaré el rostro cárdeno y la mirada suplicante de uno de ellos al que arrastraban un par de mozalbetes, así como el de un niño sollozante que se aferraba a la vieja levita negra, ya desgarrada, de otro de aquellos pobres diablos. Aparté, no sin repugnancia, mi mirada de aquel cuadro chocante, pero fue solamente para aplicarla en otros del mismo jaez, pues el disturbio provocado por el ataque a los negocios y hogares hebreos se había propagado a varias manzanas a la redonda.
Juan E. Carulla

En medio de la masacre apareció la frase «yo, argentino», utilizada como salvoconducto para salvar la vida.
La expresión se ha mantenido en el habla argentina, como una paráfrasis paródica de la súplica judía de 1919, interpretado como «yo no tengo nada que ver».
El diario oficialista La Época, en acto abiertamente antisemita, en su edición del 19 de enero, atribuyó a la colectividad judía la responsabilidad por la violencia de la Semana Trágica:

Una minúscula minoría, que en las tinieblas prepara y realiza las barbaridades a las cuales, con tacto y serenidad puso fin el gobierno... Y nosotros decimos que se trata de una minoría minúscula porque los verdaderos autores de los acontecimientos pasados representan el 1,18 % de la población de la República y el 1,79 % de la Capital Federal.
La Época, 19 de enero de 1919.

Los porcentajes mencionados por el diario radical corresponden al porcentaje de población rusa censado en 1914, que se asimilaba a la población judía, al punto de utilizarse en el habla cotidiana aún en el presente las palabras «ruso» y «judío» como sinónimos.
La embajada de Estados Unidos llegó a contabilizar 179 cadáveres insepultos de «rusos judíos» en el Arsenal (Izaguirre, pág. 58).

## Víctimas
El saldo total fue de unos 800 muertos nunca identificados: ancianos, mujeres, niños y hombres. Hubo también decenas de desaparecidos, miles de heridos y más de 50.000 detenidos. Entre los informes de la época se destaca el de la embajada de Estados Unidos que realizó una cuantificación precisa, contabilizando 1356 muertos. La embajada de Francia, por su parte, informó que habían muerto 800 personas y 4000 habían sido heridas.
Fueron quemadas viviendas obreras, cooperativas, sinagogas, locales sindicales y partidarios, burdeles, periódicos, bibliotecas populares y bibliotecas judías. El gobierno detuvo y torturó a miles de ciudadanos, como el inmigrante judío Pinie Wald, al que acusó falsamente de ser el líder de una revolución judeocomunista, y facilitó a los grupos parapoliciales las comisarías donde establecieron sus bases operativas. Una vez liberado, Pinie Wald relató las torturas y ultrajes sufridos en el libro Koschmar, escrito en idish y traducido al español (como Pesadilla) recién en 1987.

## Opiniones
Años más tarde, el propio Yrigoyen declaró que, mediante la escalada de violencia, los sectores nacionalistas:

Querían arrastrarme a reprimir a sangre y fuego.
Hipólito Yrigoyen, sobre los acontecimientos de la Semana Trágica.

Años después Juan Domingo Perón, sostuvo que las revueltas fueron incitadas por una conspiración internacional:

Se trataba de una conspiración internacional muy bien montada, a tal punto que en esa misma semana estallaron en Berlín las revueltas espartaquistas.

## En la cultura popular
Debido a la importancia de los acontecimientos, ha sido objeto de numerosas obras y ensayos, además de ser sujeto de muchas interpretaciones respecto a sus causas y al accionar del gobierno.
Para los anarquistas representó un estandarte de la lucha contra el Estado. El peronismo lo utilizó con posterioridad para acusar al gobierno radical de reprimir a los obreros. Los radicales, por su parte, sostienen haber quedado en medio de pujas entre sectores radicalizados tanto de derecha como de izquierda, maximizados por el ambiente de tensión de la época producto de las medidas progresistas de Yrigoyen y de la reciente Revolución de Octubre, con sus propósitos de revolución mundial. Reivindican, a su vez, haber aceptado el reclamo obrero desde un principio.
La película Un pogrom en Buenos Aires, de 2007, dirigida y escrita por Herman Szwarcbart, representa esta masacre. Eliahu Toker, Leonardo Senkman, Gabriel Feldman, Eduardo Vigovsky, Sammy Lerner y Zelko Szwarcbart son algunos de los actores que protagonizaron esta película. El film se estrenó en el 9.º Buenos Aires Festival Internacional de Cine Independiente (BAFICI) en abril de 2007 y luego fue exhibido en numerosos festivales de cine en Argentina, América Latina, Estados Unidos, Europa e Israel.
El enfrentamiento entre obreros y policías de la Semana Trágica también aparece descrito en una escena de la película La madre María (1974).
Al menos tres obras literarias de reconocidos escritores argentinos representan los sucesos de la Semana Trágica. Una de ellas es En la Semana Trágica, una novela histórica de David Viñas, publicada en 1966, que narra la historia relatada por los agresores.
Otra es El profundo sur, de Andrés Rivera, publicada en 1999, que representa la historia desde la perspectiva de cuatro personajes: el victimario (un tirador que dispara contra un joven), una víctima accidental (peatón que muere recibiendo la bala que iba dirigida al joven), un sobreviviente (el joven a quien iba dirigida la bala) y un testigo de los hechos.
La acción de la obra teatral Ala de criados, de Mauricio Kartun (2009), transcurre durante la Semana Trágica en el Pigeon Club de Mar del Plata, sitio de veraneo privilegiado de la aristocracia de la época. La violencia de clase, sexual y racial se desenvuelve en la ciudad balnearia en simultáneo con la represión que se está produciendo en Buenos Aires y que aparece de modo elíptico en la obra.